# يان يان (وجبة خفيفة)

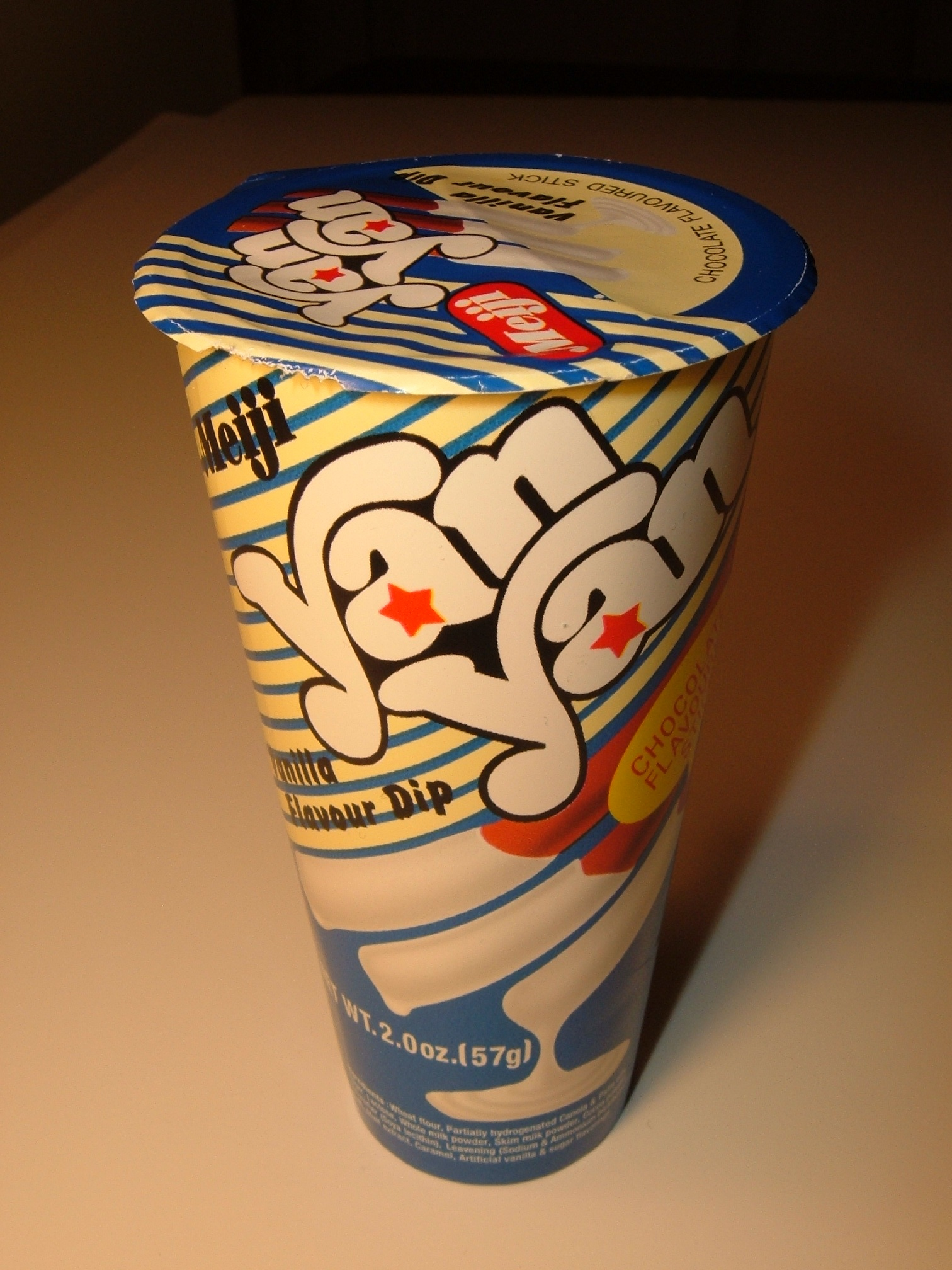
يان يان مع أصابع الشوكولاتة وتغميس الفانيليا

يان يان او (باللغة اليابانية ヤンヤンつけボー ) هو نوع من الوجبات الخفيفة اليابانية التي يتم صنعه من قبل شركة ميجي سيكا منذ عام 1979. تتكون هذه الوجبة الخفيفة من علبة بها جزأين او جانبين, احد الأجزاء او الجوانب تحتوي على عصي البسكويت, اما الجزء او الجانب الأخر يحتوي على كريمة بنكهات عديدة ومنها الشوكولاته, الفانيليا, الزبادي ونكهة الفراولة. من الممكن ان تكون حتى عصي البسكويت منكهة بنكهة معينة. تستخدم عصي البسكويت للتغميس في الكريمة. تباع بعض منتجات وجبة يان يان الخفيفة في علب مستطيلة بها 9 عصي من البسكويت وبها ايضا كريمة. هناك احد الأصدارات الجديدة من يان يان التي تتضمن نوعان من النكهات.
في عام 1982 ، بدأت الشركة البريطانية كي بي سناكس بترخيص وجبة يان يان الخفيفة لأسواق المملكة المتحدة وأطلقتها تحت اسم شوك ديبس (او باللغة الانجليزية Choc Dips) .

## العصي
كانت العصي في يوم من الأيام بسيطة ، لكن ميجي وضع عليها مؤخرًا صورًا لحيوانات مختلفة مع اقتباسات تتعلق بهذه الحيوانات. الاقتباسات باللغة الإنجليزية ، ولكنها غالبًا ما تبدو غير تقليدية للمتحدثين الأصليين للغة الإنجليزية.
بعض الاقتباسات تكون عن حقائق لبعض الحيوانات، ولكن بعضها تكون عن الضوضاء التي تصدرها الحيوانات ، والتي تتم طباعتها باللغة الإنجليزية متأثرة باللغة اليابانية. أمثلة للاقتباسات باللغة العربية:
- الدجاج : كوكيكوككو
- البقرة : موووووو

## علاقتها بالوجبات الخفيفة الأخرى
بوكي هي وجبة يابانية خفيفة مماثلة تحتوي على أعواد رفيعة مغموسة مسبقًا بالكريمة. يأتي الكريم في مجموعة متنوعة من النكهات مثل كريم الشاي الأخضر أو الكريمة بنكهة العسل. على عكس يان يان لأنه يغمس من قبل المستهلك نفسه ، ويأتي بتشكيلة محدودة من النكهات. تنتج شركة ميجي سيكا أيضًا وجبة خفيفة أخرى تسمى هيلو باندا . وهي عبارة عن بسكويتة على شكل باندا مع حشوات بنكهة الشوكولاتة أو الفراولة أو الفانيليا أو ماتشا (الشاي الأخضر) بداخلها. تشبه اليان يان أيضًا الوجبات الخفيفة الأمريكية دونك-اي-روز .
نوتيلا لديها وجبة خفيفة مماثلة تسمى "نوتيلا & غو". لها عبوة مماثلة لليان يان ، لكن اليان يان أطول بشكل ملحوظ بينما نوتيلا & غو أعرض.

## روابط خارجية
- باللغة اليابانية